# Castello di Venetico
Il castello di Venetico è una costruzione militare e residenziale del XV secolo sito a Venetico,, comune italiano della città metropolitana di Messina, in Sicilia.
È stato adibito ad esclusiva residenza privata all'inizio del 1800 dagli Spadafora, dai discendenti Ascenso e dai discendenti Samonà.

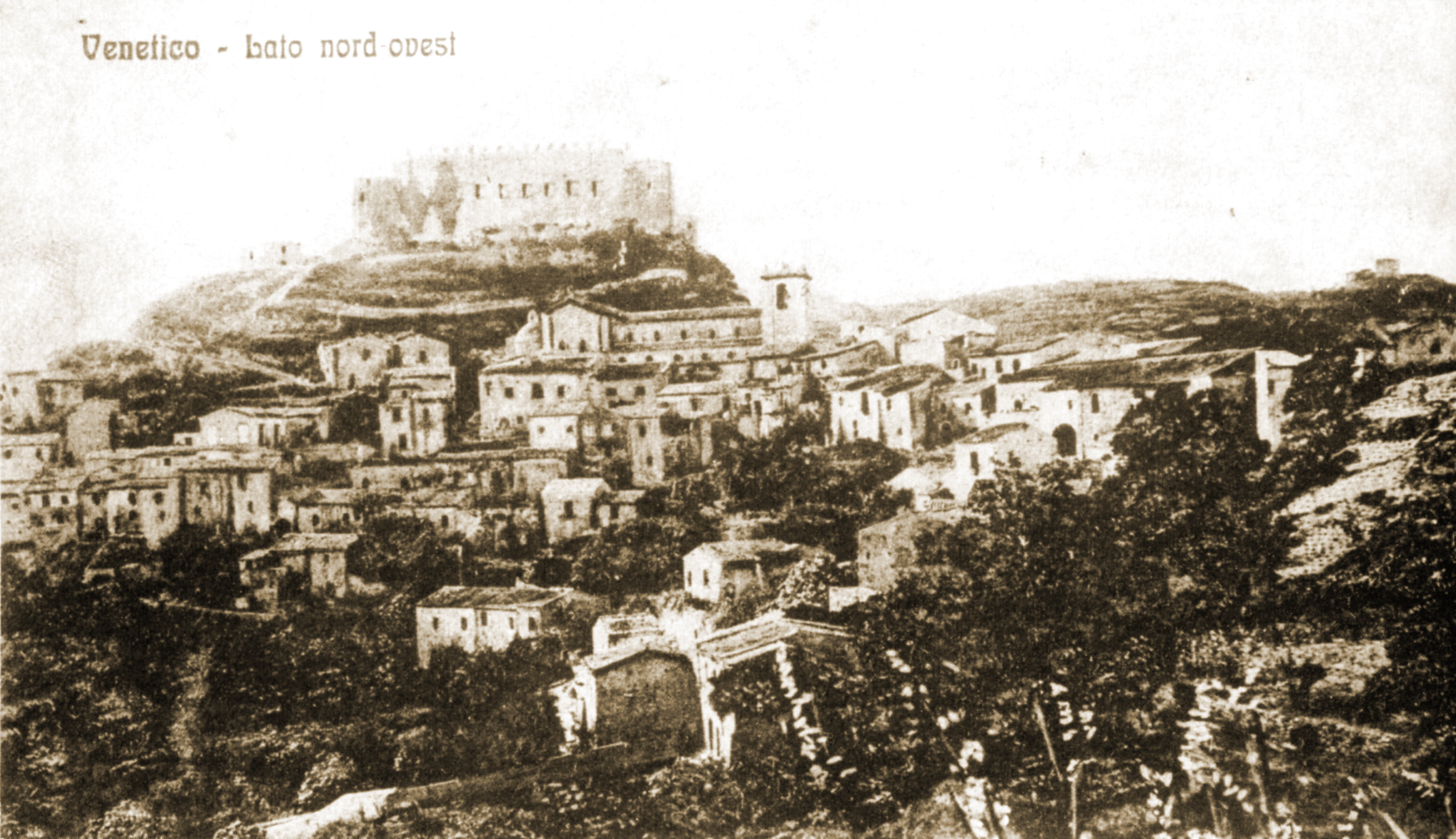
Cartolina d'epoca di Venetico Superiore del XIX secolo. Si può vedere lo stato di conservazione del castello prima del terremoto del 1908

## Storia
Il castello fu edificato verso la seconda metà del XV secolo dagli Spadafora i cui discendenti diretti (da Alessandra Spadafora, principessa di Venetico, di Spadafora, San Martino e di Maletto con Pietro Ascenso Duca di Santa Rosalia) portano i cognomi Monroy e Samonà. Conservatosi in buone condizioni fino all'inizio del XX secolo, fu gravemente danneggiato dal sisma che colpì Messina nel 1908.
Nonostante il terremoto e i bombardamenti dell'ultima guerra avessero provocato notevoli danni, la struttura è stata restaurata nel 1920 da Carmelo Samonà e dalla sorella Caterina e nel 1958-60 da Alberto e Antonio Samonà. Sino al 1969 rappresentava la residenza estiva della famiglia Samonà.

## Architettura
È una costruzione a pianta quadrilatera con torrioni cilindrici agli angoli, edificato in cima alla collina su cui sorge la frazione di Venetico Superiore. Vi si accede da sud tramite una scalinata che un tempo culminava con un ponte levatoio, ora scomparso. Si conserva la cinta muraria con due dei torrioni (quelli sul lato ovest) in buono stato di conservazione, insieme a parte dei cammini di ronda. Sul lato nord-ovest sino al 2012 si potevano ancora notare i resti di ampi locali, un tempo adibiti a zona residenziale. Ad est vi erano i resti di un'antica cappella.
Benché alcune fonti attribuiscano il progetto di questo castello all'architetto Camillo Camilliani, non sono mai stati trovati riscontri negli elementi architettonici né documentazioni a suffragio di tale ipotesi.
La croce del Sovrano Ordine di Malta, visibile nella cappella - Federico Spadafora e Spadafora fu Cavaliere del Sovrano Ordine di Malta il 4 Marzo 1572, Federico Spadafora Moncada fu insignito del Cavalierato del Sovrano Ordine di Malta il 25 Aprile 1798 - è stata rubata insieme al pregevole portale in pietra di epoca medioevale.

## Feudo

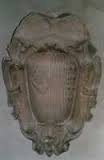
Stemma commissionato dal Barone Francesco Spadafora Colonna intorno al 1550. Raffigura i fregi araldici Spadafora-Aragona-Moncada. Collocato sul portale del castello di Venetico sino al terremoto del 1908. Trasferito in un salone del castello di Spadafora da Alberto Samonà Monroy nel 1926.

Ex feudo di Venetico San Martino Spadafora. Castello medievale dei Principi di Venetico e di Maletto, Marchesi di San Martino, Cavalieri di Gran Croce dell'Ordine di Malta.
Il feudo di Venetico (Vinetico, Vineto) è appartenuto:
- ?, Simone da Venetico.
  - ?, Rainiero. 
    - ?, Simio.
      - 1259, Alduino.
        - 1335, Alduino de Alduino.
          - 1408, Filippo Alduino.

## Galleria d'immagini

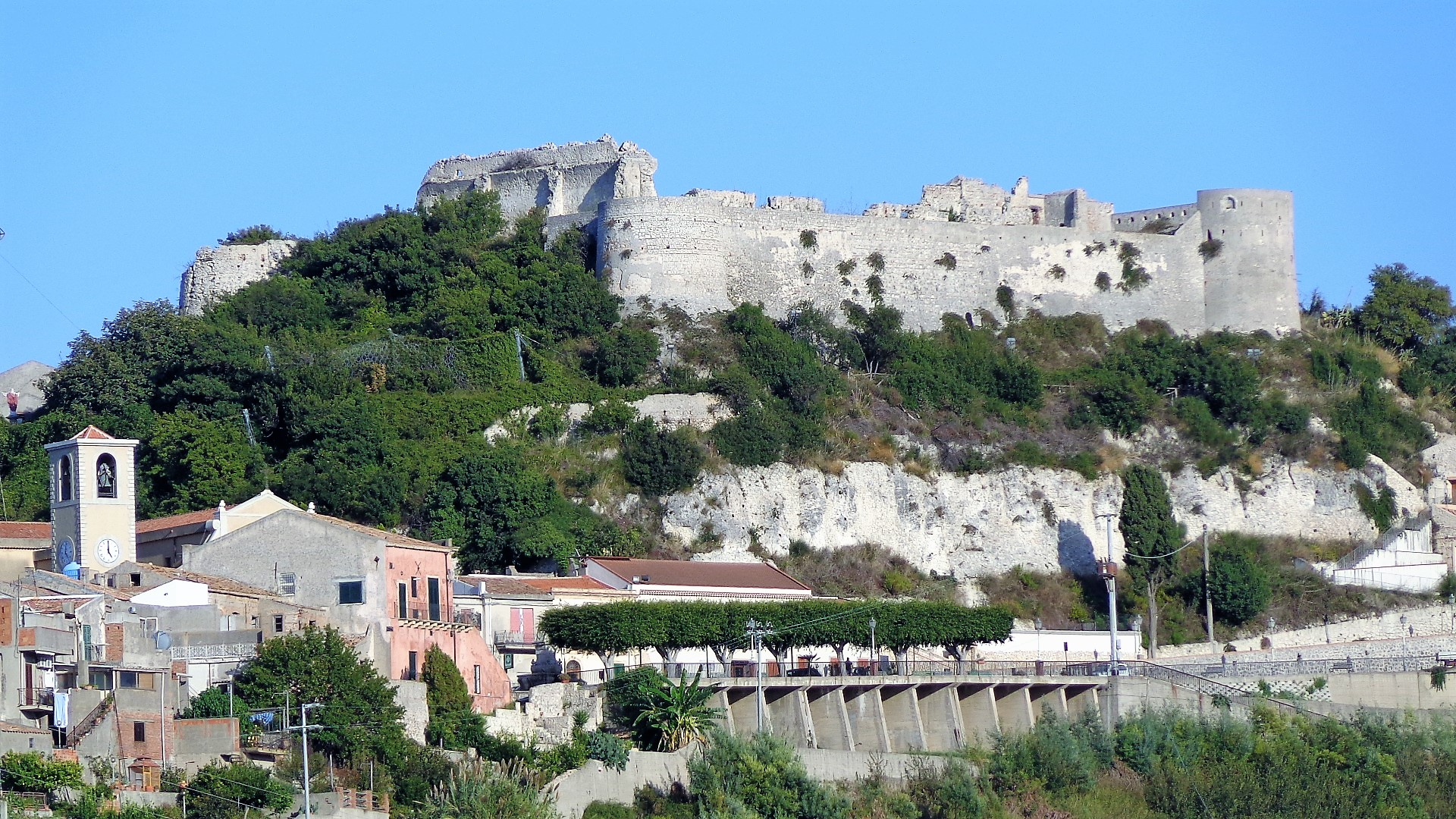
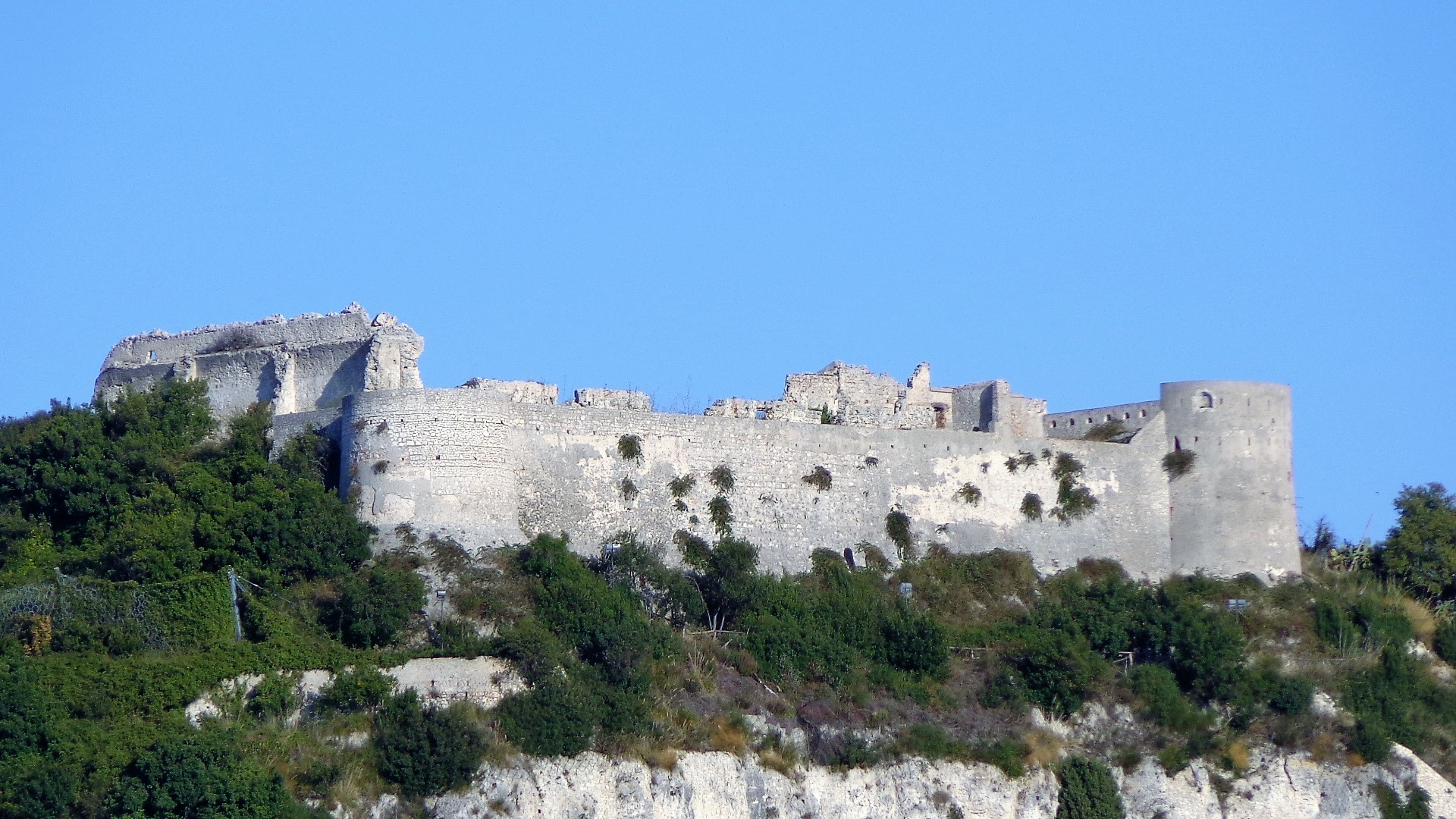
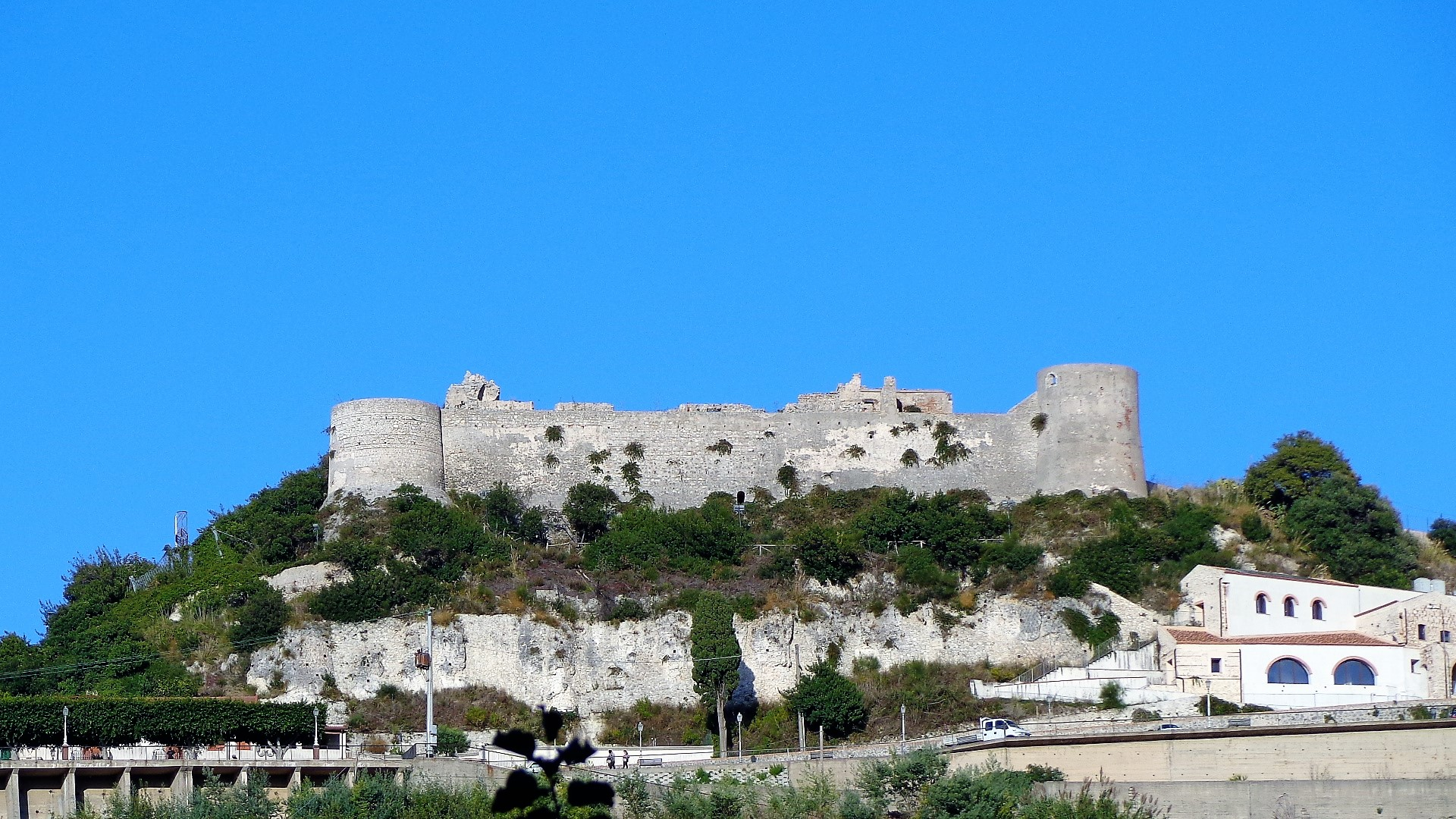
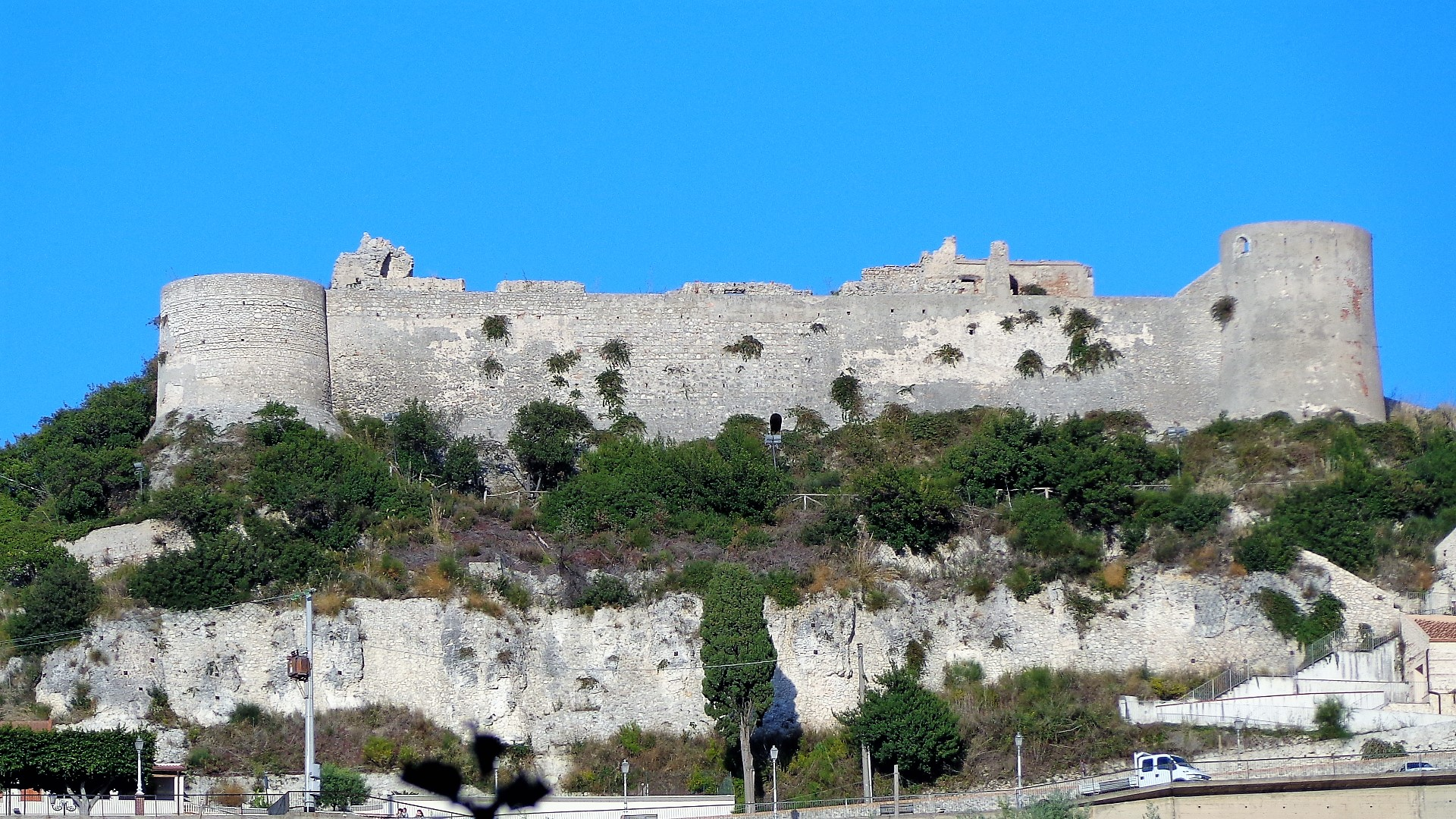
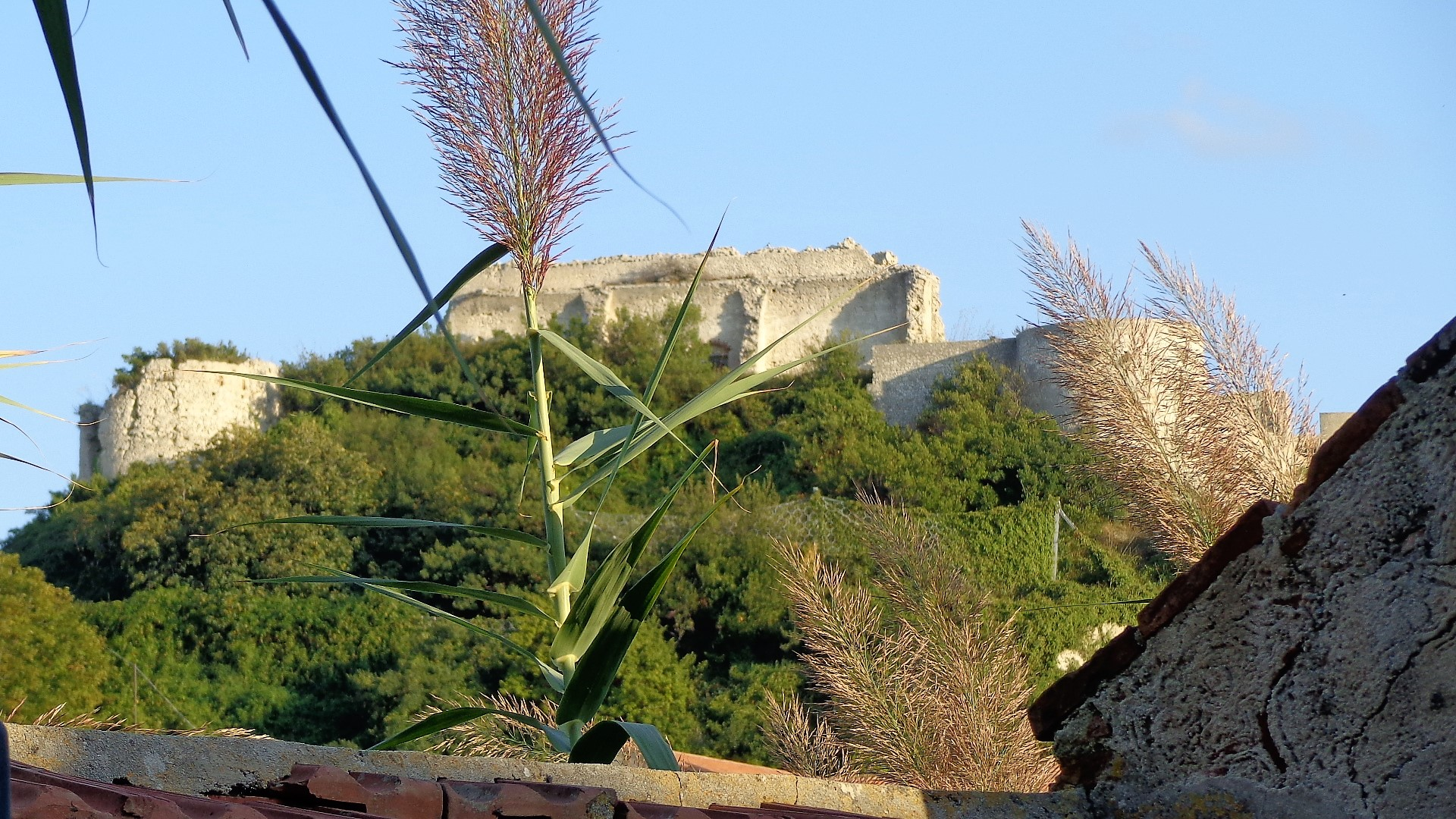